# Nina, desconfiada
Nina, desconfiada es el noveno capítulo de la cuarta temporada de la serie de televisión argentina Mujeres asesinas. Este episodio se estrenó el día 4 de marzo de 2008.
Este episodio cuenta con Carola Reyna, en el papel de asesina.

## Desarrollo

### Trama
Nina (Carola Reyna) es una mujer callada y sumisa, casada con José (Juan Leyrado). Ella está al frente de una pequeña y humilde mercería, emplazada en el centro de un tranquilo pueblo. Gabriela (Sofia Castiglione) es una adolescente rebelde y avasallante, hija de una amiga de Nina. Convencida de que puede llevarse “el mundo por delante” no mide las consecuencias de lo que hace. Su nuevo “capricho” es estar con un hombre mucho mayor que ella. Su contorneado cuerpo, escondido bajo el aspecto de “colegiala aniñada”, la convierten en la fantasía perfecta. José se sentirá atraído por ella y, sin tener en cuenta la edad, ambos mantendrán una relación clandestina, gobernada por una actividad sexual desenfrenada. Ciertos indicios hacen sospechar a Nina de que su marido lleva una doble vida, pero cuando la presunción deja paso a la tan temida realidad, el golpe será aún más inesperado e inaceptable: Gabriela, aquella joven grácil y desgarbada, es la amante de su esposo. Dominada por la amargura, la ira y la incredulidad, Nina dejará por un instante su pasividad habitual y decidirá acabar en forma drástica con esta. Nina al descubrir esto trata de matar a Gabriela, pero solo la amenaza. Después Nina espera a José y lo impregna de gasolina y lo quema, acabando con su vida.

### Condena
Jose murió 2 días después del ataque debido a gravísimas quemaduras que afectaron 85% de su cuerpo. Nina intentó ser declarada inimputable, ella aseguró no recordar lo sucedido. Fue declarada culpable de homicidio agravado por el vínculo. La condenaron a 14 años de prisión. Salió en 1988, 9 años después del crimen.

## Elenco
- Carola Reyna
- Juan Leyrado
- Sofia Castiglione
- Mausi Martínez

## Adaptaciones
- Mujeres asesinas (México): Tere, desconfiada - Susana González